# Laski (powiat parczewski)
Laski – wieś w Polsce położona w województwie lubelskim, w powiecie parczewskim, w gminie Parczew. Leży przy drodze wojewódzkiej nr . W latach 1954–1961 miejscowość była położona w granicach Parczewa.
Wieś stanowi sołectwo w gminie Parczew. Według Narodowego Spisu Powszechnego z roku 2021 wieś liczyła 333 mieszkańców (ubyło 36 mieszkańców względem spisu z 2011 roku).
Wierni Kościoła rzymskokatolickiego należą do parafii Opatrzności Bożej w Parczewie.

## Historia
Wieś królewska w starostwie parczewskim województwa lubelskiego w 1786 roku.
5 października 1954 roku gromadę Laski wyłączono z gminy Tyśmienica i włączono je do Parczewa.
31 grudnia 1961 roku Laski wyłączono z Parczewa i włączono je do nowo utworzonej gromady Parczew.
W latach 1975–1998 miejscowość należała administracyjnie do województwa bialskopodlaskiego.
12 grudnia 2021 roku uruchomiono dla mieszkańców przystanek kolejowy Laski w km 56,050 linii kolejowej nr 30 Łuków- Lublin Północny zlokalizowany na zachodnim krańcu miejscowości (1,5 km od centrum) przy Trakcie Laskowskim.